# Clarazella
Clarazella is een geslacht van rechtvleugeligen uit de familie Ommexechidae. De wetenschappelijke naam van dit geslacht is voor het eerst geldig gepubliceerd in 1887 door Pictet & Saussure.

## Soorten
Het geslacht Clarazella omvat de volgende soorten:
- Clarazella ampla Rehn, 1918
- Clarazella bimaculata Giglio-Tos, 1894
- Clarazella patagona Pictet & Saussure, 1887
- Clarazella quadrata Rehn, 1941
- Clarazella signatifemora Piza, 1978